# 新乌克兰斯凯 (扎波罗热州)
47°42′22″N 36°36′33″E / 47.70611°N 36.60917°E
新烏克蘭斯凱（烏克蘭語：Новоукраїнське）是位於烏克蘭東南部的村莊，由扎波羅熱州波洛希區的馬利尼夫卡市鎮負責管轄。該村面積0.27平方公里，海拔高度122米，2001年人口45，人口密度每平方公里166.7人。